# TT113
TT113 (Theban Tomb 113) è la sigla che identifica una delle Tombe dei Nobili ubicate nell’area della cosiddetta Necropoli Tebana, sulla sponda occidentale del Nilo dinanzi alla città di Luxor, in Egitto. Destinata a sepolture di nobili e funzionari connessi alle case regnanti, specie del Nuovo Regno, l'area venne sfruttata, come necropoli, fin dall'Antico Regno e, successivamente, sino al periodo Saitico (con la XXVI dinastia) e Tolemaico.

## Titolare
TT113 era la tomba di:
| Titolare | Titolo                                                                                     | Necropoli           | Dinastia/Periodo          | Note                                              |
| -------- | ------------------------------------------------------------------------------------------ | ------------------- | ------------------------- | ------------------------------------------------- |
| Kynebu   | Prete "wab" depositario dei segreti del dominio di Amon; Profeta nel tempio di Thutmosi IV | Sheikh Abd el-Qurna | XX dinastia (Ramses VIII) | a ovest della TT44 e non lontano a sud della TT23 |

## Biografia
Bekenamon, Prete wab di Amon, fu suo padre, Esi sua moglie. Hori, detto Karo, e Ramosi furono suoi fratelli.

## La tomba
La tomba consta di una piccola sala trasversale sulle cui pareti è rappresentato il defunto a banchetto e in atto di offertorio a Osiride, Amenhotep I, alla regina Ahmose Nefertari e al pilastro Djed. Segue la processione funeraria, con il trasporto di scrigni e sarcofago su una barca, e scene di rituali sulla mummia con offerte di cibi e trasporto di suppellettili, nonché danzatori nubiani, suonatrici di lira, di flauti, suonatori di arpa e cantanti. Il defunto e la moglie in offertorio di Ptah-Sokaris.

### Annotazioni
1. ↑  La prima numerazione delle tombe, dalla numero 1 alla 253, risale al 1913 con l’edizione del "Topographical Catalogue of the Private Tombs of Thebes" di Alan Gardiner e Arthur Weigall. Le tombe erano numerate in ordine di scoperta e non geografico; ugualmente in ordine cronologico di scoperta sono le tombe dalla 253 in poi.
2. ↑  I campi della Duat, ovvero l'aldilà egizio, si trovavano, secondo le credenze, proprio sulla riva occidentale del grande fiume.
3. ↑  Nella sua epoca di utilizzo, l'area era nota come "Quella di fronte al suo Signore" (con riferimento alla riva orientale, dove si trovavano le strutture dei Palazzi di residenza dei re e i templi dei principali dei) o, più semplicemente, "Occidente di Tebe".
4. ↑  le Tombe dei Nobili, benché raggruppate in un'unica area, sono di fatto distribuite su più necropoli distinte.
5. ↑  Le note, sovente di inquadramento topografico della tomba, sono tratte dal "Topographical Catalogue" di Gardiner e Weigall, ed. 1913 e fanno perciò riferimento alla situazione dell'epoca.
6. ↑  I preti "wab", ma anche "uab", o "uebu", appartenevano al basso clero ed erano incaricati della manutenzione degli strumenti del culto e degli oggetti comunque ad esso connessi. A loro competeva il lavacro e l'abbigliamento giornaliero della statua del dio presso cui operavano e a loro competeva il trasporto della statua del dio (generalmente su una barca sacra) durante le cerimonie. Erano gerarchicamente sottoposti ad un "grande prete wab" cui competevano le operazioni giornaliere di culto della divinità.

### Fonti
1. ↑  Gardiner e Weigall 1913.
2. ↑  Donadoni 1999,  p. 115.
3. ↑  Gardiner e Weigall 1913, p. 26.
4. 1 2  Porter e Moss 1927,  p. 230.
5. ↑  Gardiner e Weigall 1913, pp. 26-27.
6. ↑  Porter e Moss 1927,  pp. 230-231.